# 1833
1833 (số La Mã: MDCCCXXXIII) là một năm thường bắt đầu vào thứ Ba trong lịch Gregory.

## Sinh
- 13 tháng 1 – Alfred von Keßler, tướng Phổ (m. 1907).
- 12 tháng 2 – Nguyễn Phúc Miên Uyển, tước phong Quảng Hóa Quận công, hoàng tử con vua Minh Mạng (m. 1893).
- 15 tháng 3 – Nguyễn Phúc Miên Ôn, tước phong Nam Sách Quận công, hoàng tử con vua Minh Mạng (m. 1895).
- 20 tháng 4 – Nguyễn Phúc Hồng Phó, tước phong Thái Thạnh Quận vương, hoàng tử con vua Thiệu Trị (m. 1890).
- 29 tháng 4 – Nguyễn Phúc Miên Ngụ, thụy Hiếu Ý, hoàng tử con vua Minh Mạng (m. 1847).
- 5 tháng 6 – Nguyễn Phúc Miên Tả, tước phong Trấn Quốc công, hoàng tử con vua Minh Mạng (m. 1889).
- 19 tháng 7 – Nguyễn Phúc Miên Triện, tước phong Hoằng Hóa Quận vương, hoàng tử con vua Minh Mạng (m. 1905).
- 29 tháng 7 – Nguyễn Phúc Tĩnh An, phong hiệu Nghĩa Đường Công chúa, công chúa con vua Minh Mạng (m. 1857).
- 5 tháng 8 – Nguyễn Phúc Thục Tư, phong hiệu Xuân Hòa Công chúa, công chúa con vua Minh Mạng (m. 1879).
- 11 tháng 9 – Nguyễn Phúc Hồng Y, tước phong Thụy Thái vương, hoàng tử con vua Thiệu Trị, cha của vua Dục Đức (m. 1877).
- 21 tháng 10 – Alfred Benhard Nobel, ông hoàng thuốc nổ người sáng lập ra giải Nobel (m. 1896).
- 22 tháng 11 – Nguyễn Phúc Nhu Nghi, phong hiệu Xuân Lai Công chúa, công chúa con vua Minh Mạng (m. ?).
- Không rõ – Nguyễn Phúc Thanh Đề, phong hiệu Thuận Chính Công chúa, công chúa con vua Thiệu Trị (m. 1869).

## Mất
- 15 tháng 5 – Edmund Kean, diễn viên người Anh (s. 1787)[1]